# Anarta luteola
Anarta luteola là một loài bướm đêm trong họ Noctuidae.